# 한바탕 웃음으로 (텔레비전 프로그램)
《한바탕 웃음으로》는 대한민국의 KBS에서 1991년 5월 20일부터 1994년 10월 8일까지 방영된 예능 프로그램이다.
한편, 첫 회(1991년 5월 20일)부터 월요일 오후 8시 5분에 편성됐으나 1994년 2월 26일부터 토요일 오후 7시로 옮겨갔지만 그 해 가을개편 때 막을 내렸으며 대부분의 코미디-오락 프로그램들이 그랬던 것처럼 개그맨 가수 탤런트를 출연시켜 연예가 잡담 게임 노래 개그 등을 선보였던 데다 방청객은 10대 청소년으로 기본 포맷이 똑같아 프로그램의 차별성이나 방송사의 색깔이 거의 없다는 지적이 있었는데 1994년 2월 26일부터 토요일 오후 7시에 편성될 당시 동시간대 프로그램 중의 하나이자 1993년 10월 23일 시작된 SBS <웃으며 삽시다> 출연진에 속했던 최양락 이봉원 김미화 등이 KBS 출신이라 아픔이 두 배였다.
아울러, 사제관계를 비정상적으로 묘사한 점-방청객의 얼굴을 무분별하게 노출시켜 초상권을 침해하는 등 방송의 품격을 떨어뜨려 1992년 4월 13일 방송위원회로부터 '시청자에 대한 사과명령' 조치를 받았으며 그 해 5월 27일에는 외국어 남발 때문에 '주의' 조치를 받았다.

## 기획 의도
다양한 소재와 형식의 콩트와 코너를 중심으로 공개방송의 특성을 최대한 살려 연기자와 방청객, 시청자가 함께 호흡하여 즐길 수 있는 코미디 프로그램이다.

## 방송 시간
- KBS 2TV - 1991년 5월 20일 ~ 1994년 2월 14일 : 매주 월요일 저녁 8시 5분 ~ 8시 55분
- KBS 2TV - 1994년 2월 26일 ~ 1994년 10월 8일 : 매주 토요일 저녁 7시 ~ 8시[5]

## 결방
- 1994년 8월 20일 - 6시 30분부터 특집 서태지와 아이들 콘서트 편성[6]
- 1994년 8월 27일 - 특집 <오키도키쇼> 편성[7]
- 1994년 9월 17일 - 6시 15분부터 특집 <청소년 열린음악회> 편성[8]

## 역대 코너
- 봉숭아 학당 (1991 ~ 1993년)

## 참고 사항
- 해당 프로그램이 토요일 오후 7시에 편성될 당시 경쟁 상대 중의 하나였던 SBS <웃으며 삽시다>는 97년 10월 31일부터 금요일 오후 7시 5분으로 옮긴 한편 첫 회(93년 10월 23일)부터 출연해 온 최양락 이봉원 김미화 등을 빼는 대신 초창기 멤버 홍록기와 박수홍 남희석 등으로 출연진을 교체했는데 이들 중 박수홍 남희석은 <한바탕 웃음으로> 초창기 멤버[9][10]였다.

## 제작진
- 구성 : 정숙, 장덕균, 심봉기, 신명제
- 연출 : 양기선, 박중민

## 같이 보기
- 쇼 비디오 자키 (전작, 1987 ~ 1991년)
- 유머 일번지
- 코미디